# Pentax MZ-60
Pentax «MZ-60» — малоформатный однообъективный зеркальный фотоаппарат с автофокусом, выпускавшийся с 2002 до 2005 года в чёрно-серебристом исполнении. В США фотоаппарат известен под названием «ZX-60». Выпускался также и в модификации с датирующей задней крышкой.

## Основные характеристики
- Режимы: M (ручной), Av (приоритет диафрагмы), Tv (приоритет выдержки) и шесть программных режимов (Стандарт, Портрет, Пейзаж, Макросъёмка, Спорт, Ночная съёмка).
- Встроенный TTL-экспонометр.
- Экспопамять AE-L на 20 сек.
- Автоспуск — 12 сек.
- Электронный затвор из металлических ламелей с вертикальным ходом 30 — 1/2000 сек, В.
- Питание 6 Вольт: 2 элемента CR2. Дополнительно может быть использован батарейный блок «Fg» с 4 элементами AA.
- Шесть режимов протяжки плёнки. Однокадровый режим, непрерывная съёмка (1 кадр в секунду), автоспуск, автоспуск с двухсекундной задержкой, автобрекетинг (±0, −1/2, +1/2 EV), автобрекетинг (±0, −1, +1 EV).
- Обратная перемотка плёнки. Функция может срабатывать автоматически при окончании плёнки или вызываться вручную.
- Отображение выдержки и заданного положения диафрагмы на ЖКИ-дисплее верхней панели корпуса.
- Отображение в видоискателе экспозиционного предупреждения о слишком ярком или тёмном объекте съёмки.
- Возможность использования кассет с DX-кодом чувствительности плёнки (ISO 25-5000) или установка ISO вручную (6-6400).
- Использование дополнительных автовспышек Pentax серии AF FTZ или AFT (AF500FTZ, AF330FTZ, AF220T или AF280T) с режимом TTL.

## Особенности крепления объектива и совместимость
Эта камера не поддерживает все возможности байонета KAF «упрощённый». На байонетной части камеры отсутствуют контакты помеченные на схеме №-1 номерами 5 и 7, которые отвечают за значение максимально закрытой диафрагмы. «MZ-60» выбивается из общей политики совместимости Pentax и имеет ряд ограничений на использование объективов. В случае установки любого из следующих объективов её затвор не срабатывает (на дисплее при этом мигает «Av»):
- неавтофокусный объектив (Другими словами исключено использование объективов серий «K», «M», «A» и резьбовых объективов присоединённых через адаптер);
- объектив серии «F» или «FA», где на кольце диафрагм установлено иное положение, чем «А»;
- если используются принадлежности для макросъёмки.

Если изолировать все контакты байонета, камера считает, что диафрагма установлена в наиболее открытое положение и затвор разблокируется. Подтверждение фокусировки работает только с объективами серий «F», «FA» и «D FA».
Кроме перечисленных ограничений необходимо помнить, что существуют объективы, рассчитанные для использования с APS-C-камерами. Такие объективы дадут сильнейшее виньетирование;